# Triple Play 2000
A Triple Play 2000 baseball-videójáték, melyet az EA Canada és a Treyarch fejlesztett és az EA Sports jelentetett meg. A játék 1999 márciusában jelent meg Nintendo 64 és PlayStation, illetve 1999 áprilisában Microsoft Windows platformokra. A játék az 1999-es Major League Baseball-szezont dolgozza fel, a játékosok statisztikája az 1998-as szezon utáni állapotokat tükrözi.
A 2000 a sorozat első és egyetlen tagja, amely Nintendo 64-re is megjelent. A játékosok barátságos mérkőzéseket, teljes szezont, rájátszást és hazafutásversenyt is játszhatnak. A csapatok játékoskereteit a játékosok szabadon módosíthatják. A játék kommentátora ismét Jim Hughson és Buck Martinez, azonban Martinez nem szerepel a Nintendo 64-kiadásban. A 2000 volt a sorozat első játéka, amelynek Windows-verziója támogatta az interneten keresztüli többjátékos módot. A játék borítóján Sammy Sosa Chicago Cubs-jobbkülső szerepel.

## Fogadtatás
| Összegzőoldal | Értékelés | Értékelés | Értékelés |
| Összegzőoldal | N64       | PC        | PS        |
| ------------- | --------- | --------- | --------- |
| GameRankings  | 65%       | 75%       | 87%       |

| Szerző                  | Értékelés | Értékelés | Értékelés |
| Szerző                  | N64       | PC        | PS        |
| ----------------------- | --------- | --------- | --------- |
| AllGame                 | [ 9 ]     | [ 10 ]    | [ 11 ]    |
| CGSP                    | N/A       | [ 12 ]    | N/A       |
| CGW                     | N/A       | [ 13 ]    | N/A       |
| EGM                     | 5,125/10  | N/A       | 8,625/10  |
| Game Informer           | 5,75/10   | N/A       | 6,5/10    |
| GameFan                 | N/A       | N/A       | 89%       |
| GamePro                 | [ 19 ]    | [ 20 ]    | [ 21 ]    |
| GameRevolution          | D         | N/A       | A−        |
| GameSpot                | 4,8/10    | 7,6/10    | 7,9/10    |
| IGN                     | 5,4/10    | 7/10      | 9,2/10    |
| Next Generation         | N/A       | N/A       | [ 30 ]    |
| Nintendo Power          | 7,8/10    | N/A       | N/A       |
| OPM (US)                | N/A       | N/A       | [ 32 ]    |
| PC Accelerator          | N/A       | 7/10      | N/A       |
| PC Gamer (US)           | N/A       | 67%       | N/A       |
| The Cincinnati Enquirer | N/A       | N/A       | [ 35 ]    |

A játék PlayStation- és Windows-verziója kedvező, míg a Nintendo 64-kiadása megosztott kritikai fogadtatásban részesült a GameRankings kritikaösszegző weboldal adatai szerint. A Next Generation szerkesztője 4/5 csillagra értékelte a játék PlayStation-verzióját, kiemelve, hogy „Összességében semmi említésre méltó újdonság sincs a Triple Play 2000-ben, azonban az EA Sports így is egy teljes játékot adott nekünk, amivel nagyon szórakoztató játszani és nézni. Ha egy baseballjáték beszerzésén gondolkodsz a PlayStationre, akkor ez a legjobb választás.” 
Az IGN 7/10-es pontszámmal díjazta a játék Windows-kiadását, a prezentációt és a gombkiosztást kisebb negatívumként vetették fel; megjegyezve, hogy „a menü és a grafikai stílusok szemmel láthatóan egy konzolhoz, nem egy számítógéphez készültek”. A játék Nintendo 64-változatára azonban már 5,4/10-es pontszámot adtak, a „lassú, nehézkes és sekély” játékmenetet súlyos kritikával illetve. Ezek mellett a grafikát is negatívumként emelték ki a fakó színek, a döcögős animációk és az összenyomott közepes felbontású mód miatt. A PlayStation-verzióra ezzel szemben 9,2/10-es pontszámot adtak, dicsérve a prezentációt és a hangzást, viszont a kezelőfelületet kisebb negatívumként emelték ki.

## Fordítás
- Ez a szócikk részben vagy egészben  a   Triple Play 2000 című angol Wikipédia-szócikk ezen változatának fordításán alapul.  Az eredeti cikk szerkesztőit annak laptörténete sorolja fel. Ez a jelzés csupán a megfogalmazás eredetét és a szerzői jogokat jelzi, nem szolgál a cikkben szereplő információk forrásmegjelöléseként.